# Ла Пас (департамент)
Вижте пояснителната страница за други значения на Ла Пас.
Ла Пас (на испански: La Paz) е един от 9-те департамента на южноамериканската държава Боливия. Разположен е в западната част на страната. Населението на департамента е 2 883 494 жители (по изчисления за юли 2018 г.), а общата му площ – 133 985 км². Столицата му е град Ла Пас, който също е и административната столица на Боливия.

## Провинции
Департаментът е разделен на 20 провинции. Някои от тях са:
1. Ингави
2. Каранави
3. Лос Андес
4. Хосе Мануел Пандо